# Appenzell Ausserrhoden
Appenzell Ausserrhoden (tyska: Kanton Appenzell Ausserrhoden [ˈapn̩tsɛl ˈaʊsərˌroːdn̩] ( lyssna); rätoromanska: Chantun Appenzell Dadora; franska: Canton d'Appenzell Rhodes-Extérieures; italienska: Canton Appenzello Esterno) är en halvkanton i nordöstra Schweiz.

## Geografi
Appenzell Ausserrhoden gränsar till Sankt Gallen och Appenzell Innerrhoden.

### Indelning
Appenzell Ausserrhoden är indelat i 20 kommuner:
| - Bühler - Gais - Grub - Heiden - Herisau - Hundwil - Lutzenberg | - Rehetobel - Reute - Schönengrund - Schwellbrunn - Speicher - Stein - Teufen | - Trogen - Urnäsch - Wald - Waldstatt - Walzenhausen - Wolfhalden |

Appenzell Ausserrhoden har tidigare varit indelat i tre distrikt:
- Hinterland (Kommuner: Herisau (distriktshuvudort), Hundwil, Schönengrund, Schwellbrunn, Stein, Urnäsch, Waldstatt)
- Mittelland (Kommuner: Bühler, Gais, Speicher, Teufen (distriktshuvudort), Trogen)
- Vorderland (Kommuner: Grub, Heiden (distriktshuvudort), Lutzenberg, Rehetobel, Reute, Wald, Walzenhausen, Wolfhalden)

## Politik

### Kantonsparlament
Den tidigare Landsgemeinde avskaffades 1997. Idag utövas den lagstiftande makten av ett kantonsparlament, kantonsrådet (Kantonsrat). Det har 65 ledamöter vilka väljs för fyra år med kommunerna som valkretsar. Valen är majoritetsval, dock kan kommunen besluta om att införa proportionella val för sin valkrets. Varje kommun är berättigad till minst en ledamot i kantonsrådet. Den minsta kommunen, Schönengrund, har en ledamot, den största, Herisau, har 14 ledamöter.
Schweiz frisinnade demokratiska parti har 24 av de 65 platserna i kantonsrådet. Schweiziska folkpartiet har 10, Socialdemokraterna (Schweiz) har 4, Schweiz kristdemokratiska folkparti/Schweiz evangeliska folkparti har 5. Inte mindre än 22 ledamöter är partilösa. Av dessa är en ansluten till det Schweiziska folkpartiets partigrupp och 2 den socialdemokratiska partigruppen. Den stora andelen partilösa anses ha sin grund i systemet med majoritetsval i flermansvalkretsar. De i Appenzell Ausserrhoden väl utbredda läsesällskapen fungerar därvid som lokalorganisationer för de partilösa.

### Regeringen
Regeringsrådet, Regierungsrat, är kantonens regering. Den består av sju regeringsråd direktvalda för fyra år (från 2015 fem regeringsråd). Från 2105 skall regeringens ordförande, Landammann väljas för två år av regeringen själv. Fram till dess väljs denne direkt av väljarna. Regeringsrådet har fem medlemmar från Schweiz frisinnade demokratiska parti, en från Socialdemokraterna (Schweiz) och en från Schweiziska folkpartiet.

### Direktdemokrati
- Folkinitiativ: 300 väljare kan föreslå förändringar i författningen samt lämna förslag till nya lagar.
- Obligatoriska folkomröstningar: Författningsändringar, folkinitiativ som kantonsparlamentet avvisat eller ändrat, budgetbeslut som överstiger kantonsparlamentets konstitutionella kompetens.
- Fakultativa folkomröstningar: På begäran av en tredjedel av kantonsparlamentets ledamöter måste ett beslut i kantonsparlamentet avgöras genom folkomröstning
- Fakultativa folkomröstningar: På begäran av 300 väljare måste ett beslut i kantonsparlamentet avgöras genom folkomröstning.
- Folkdiskussion: Varje väljare kan i frågor som är underställda obligatoriska eller fakultativa folkomröstningar lämna in skriftliga synpunkter till kantonsparlamentet och sedan om vederbörande så vill personligen få framföra sina synpunkter inför parlamentet när det behandlar denna fråga.